# Ross County Football Club 2023-2024
Questa voce raccoglie le informazioni riguardanti il Ross County Football Club nelle competizioni ufficiali della stagione 2023-2024.

## Stagione
- In Scottish Premiership il Ross County si classifica all'11º posto (35 punti), dietro al St. Johnstone e davanti al Livingston. Vince i play-out contro il Raith Rovers (6-1 complessivo)
- In Scottish Cup viene eliminato al quarto turno dal Partick Thistle (0-3).
- In Scottish League Cup viene eliminato ai quarti di finale dall'Aberdeen (1-2).

## Maglie e sponsor
Il fornitore tecnico per la stagione 2023-2024 è Joma, mentre lo sponsor ufficiale è Ross-shire Engineering.
| Casa | Trasferta |

## Rosa
| N. |                        | Ruolo | Calciatore                |
| -- | ---------------------- | ----- | ------------------------- |
| 1  | Scozia (bandiera)      | P     | Ross Laidlaw              |
| 2  | Inghilterra (bandiera) | D     | Connor Randall            |
| 3  | Inghilterra (bandiera) | D     | Cameron Borthwick-Jackson |
| 4  | Irlanda (bandiera)     | D     | James Brown               |
| 5  | Inghilterra (bandiera) | D     | Jack Baldwin              |
| 6  | Scozia (bandiera)      | C     | Scott Allardice           |
| 8  | Scozia (bandiera)      | C     | Ross Callachan            |
| 9  | Scozia (bandiera)      | A     | Eamonn Brophy             |
| 10 | Inghilterra (bandiera) | A     | Yan Dhanda                |
| 11 | Inghilterra (bandiera) | C     | Joshua Sims               |
| 12 | Inghilterra (bandiera) | C     | Max Sheaf                 |
| 14 | Canada (bandiera)      | C     | Victor Loturi             |
| 15 | Scozia (bandiera)      | A     | Simon Murray              |
| 16 | Inghilterra (bandiera) | D     | George Harmon             |

| N. |                           | Ruolo | Calciatore       |
| -- | ------------------------- | ----- | ---------------- |
| 17 | Scozia (bandiera)         | C     | Jay Henderson    |
| 18 | Galles (bandiera)         | C     | Eli King         |
| 19 | Inghilterra (bandiera)    | A     | Brandon Khela    |
| 21 | Inghilterra (bandiera)    | C     | Teddy Jenks      |
| 22 | Inghilterra (bandiera)    | C     | Jordan Tillson   |
| 24 | RD del Congo (bandiera)   | D     | Michee Efete     |
| 26 | Scozia (bandiera)         | A     | Jordan White     |
| 28 | Rep. del Congo (bandiera) | D     | Loick Ayina      |
| 30 | Scozia (bandiera)         | D     | Dylan Smith      |
| 35 | Inghilterra (bandiera)    | D     | Will Nightingale |
| 40 | Inghilterra (bandiera)    | P     | George Wickens   |
| 42 | Galles (bandiera)         | D     | Ryan Leak        |
| 43 | Scozia (bandiera)         | D     | Josh Reid        |